# Jérémie Porsan-Clémente
Jérémie Porsan-Clementé, né le 16 décembre 1997 à Schoelcher en Martinique, est un footballeur international martiniquais. Il joue actuellement avec le FK RFS en Lettonie.

## Biographie

### Début en France
Originaire de Martinique où il commence le foot à l'âge de 6 ans au FC Schoelcher, puis au Golden Star de Fort-de-France avant d'arriver à l'Olympique de Marseille à l'âge de 13 ans
Un mois après avoir signé son contrat pro à l'OM, il joue son premier match sous le maillot olympien contre Montpellier en Ligue 1 en remplaçant Florian Thauvin le 17 août 2014. Il joue son second match sous le maillot de l'équipe première en janvier 2016 en entrant en jeu en fin de match contre l'En avant de Guingamp.
En 2017, en fin de contrat et après seulement deux matchs professionnels en trois saisons, il quitte l'Olympique de Marseille et rejoint le Montpellier HSC. Il joue son premier match avec l'équipe première lors de la dernière journée de Ligue 1, en entrant en jeu contre le Stade rennais.
Libre en 2019 et après avoir joué deux matchs en deux saisons avec l'équipe première de Montpellier, il rejoint l'AS Saint Etienne pour renforcer l'équipe réserve qui évolue en National 2. Titulaire indiscutable et cadre de l'équipe réserve, il porte même le brassard à plusieurs reprises. Victime d'une rupture des ligaments croisés et absent depuis plusieurs mois, il n'est pas prolongé par le club lors de l'été 2021.

### Départ en Lettonie
Après presque deux années sans club et trois années sans jouer, il retrouve en club en signant en Lettonie en faveur du Valmiera FC. Après une saison 2024 très réussie avec les valmieretis, Porsan-Clémenté se voit obligé de quitter son club, qui n'a pas obtenu de licence pour évoluer en D1 une saison de plus. Il s'engage en Février 2025 avec le FC RFS, champion en titre,. 

### En sélection
En 2018, il est appelé en équipe de France des moins de 20 ans et est titularisé lors d'une victoire quatre buts à un en match amical contre la Corée du Sud.
En octobre 2024, il devient international martiniquais. Il joue son premier match le 11 octobre en étant titulaire lors d'une victoire un but à zéro contre la Guadeloupe.

## Palmarès
Lors de la saison 2014-2015, il est champion du groupe G de CFA 2 (5e division) avec l'équipe réserve de l'Olympique de Marseille ayant participé à six matchs de championnat et marqué trois buts.